# Coelocarpum socotranum
Coelocarpum socotranum là một loài thực vật có hoa trong họ Cỏ roi ngựa. Loài này được Balf.f. mô tả khoa học đầu tiên năm 1884.